# تيمور بابلواني
تيمور بابلواني ( الجورجية: თემურ ბაბლუანი , ومواليد 20 مارس 1948) هو مخرج أفلام وكاتب سيناريو وممثل من جورجيا. قدم القليل من الأفلام السينمائية في مسيرته المهنية وأخرج في مسيرته ثلاث أفلام حتى الآن أبرزها فيلم شمس بلا نوم.

## حياته
ولد بالبواني في جبلية السفانيين قرية شاغوري في الجورجية. تخرج من معهد مسرح الدولة تبليسي في عام 1979، ويجري درس من قبل المخرج الكبير تنجيز أبولادز .
ابنه الأكبر، جيلا بابلواني، هو أيضًا صانع أفلام. الأصغر، جيورجي، ممثل.

## وصلات خارجية
- تيمور بابلواني على موقع IMDb (الإنجليزية)
- تيمور بابلواني على موقع ألو سيني (الفرنسية)
- تيمور بابلواني على موقع أول موفي (الإنجليزية)
- تيمور بابلواني على موقع كينوبويسك (الروسية)